# Shaun Norris
Shaun Norris (Pretoria, 14 mei 1982) is een professioneel golfer uit Zuid-Afrika.

## Professional
In 2007 behaalde hij zijn eerste overwinning als pro, toen hij op de 6 jaar oude Tarheel Tour het Tarheel Tour Southern Open won op de Cabarrus Country Club in Concord, North-Carolina. Zijn eerste ronde was 63, gelijk aan het baanrecord, daarop volgden 66 en 67.
Zijn eerste overwinning op de Sunshine Tour behaalde hij in 2008. Met een score van -13 won hij de eerste editie van de Zuid-Afrika Golf Challege op Fish River Sun, een golfresort in Oost-Kaap.
In 2010 kwalificeerde hij zich via de Tourschool voor de Europese PGA Tour samen met landgenoot Jaco Van Zyl.

### Gewonnen

#### Tarheel Tour
- 2007: Tarheel Tour Southern Open (-20)

#### Sunshine Tour
- 2008: South Africa Golf Challenge (-13)